# Singoli al numero uno nella Billboard Hot 100 nel 1988
La Billboard Hot 100 è la classifica dei singoli più venduti negli Stati Uniti d'America redatta dal magazine Billboard.

## HOT 100

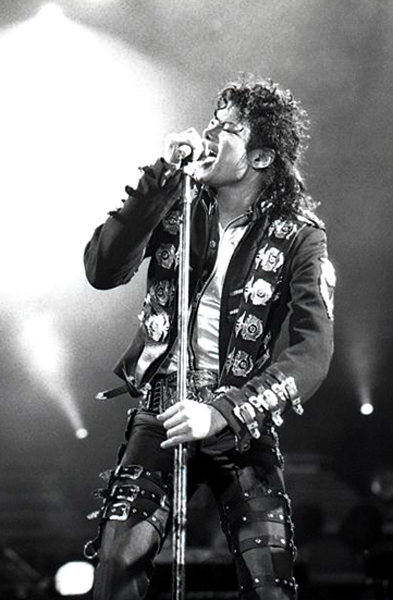
Michael Jackson divenne il primo artista di sempre ad aver avuto cinque singoli consecutivi tratti dallo stesso disco capaci di raggiungere la vetta della classifica, grazie al primo posto raggiunto da Dirty Diana nel luglio 1988.

| la canzone contrassegnata con lo sfondo giallo si è aggiudicata il titolo di singolo più venduto dell'anno. |

| Data di Pubblicazione | Canzone                                 | Artista                                | Fonte       |
| --------------------- | --------------------------------------- | -------------------------------------- | ----------- |
| 2 Gennaio             | "Faith"                                 | George Michael                         | [ 1 ]       |
| 9 Gennaio             | "So Emotional"                          | Whitney Houston                        | [ 2 ] [ 3 ] |
| 16 gennaio            | "Got My Mind Set on You"                | George Harrison                        | [ 4 ] [ 5 ] |
| 23 Gennaio            | "The Way You Make Me Feel"              | Michael Jackson                        | [ 6 ] [ 7 ] |
| 30 gennaio            | "Need You Tonight"                      | INXS                                   | [ 8 ] [ 9 ] |
| 6 Febbraio            | "Could've Been"                         | Tiffany                                | [ 10 ]      |
| 13 Febbraio           | "Could've Been"                         | Tiffany                                | [ 11 ]      |
| 20 Febbraio           | "Seasons Change"                        | Exposé                                 | [ 12 ]      |
| 27 Febbraio           | "Father Figure"                         | George Michael                         | [ 13 ]      |
| 5 Marzo               | "Father Figure"                         | George Michael                         | [ 14 ]      |
| 12 Marzo              | "Never Gonna Give You Up"               | Rick Astley                            | [ 15 ]      |
| 19 Marzo              | "Never Gonna Give You Up"               | Rick Astley                            | [ 16 ]      |
| 26 Marzo              | "Man in the Mirror"                     | Michael Jackson                        | [ 17 ]      |
| 2 Aprile              | "Man in the Mirror"                     | Michael Jackson                        | [ 18 ]      |
| 9 Aprile              | "Get Outta My Dreams, Get into My Car"  | Billy Ocean                            | [ 19 ]      |
| 16 Aprile             | "Get Outta My Dreams, Get into My Car"  | Billy Ocean                            | [ 20 ]      |
| 23 Aprile             | "Where Do Broken Hearts Go"             | Whitney Houston                        | [ 21 ]      |
| 30 Aprile             | "Where Do Broken Hearts Go"             | Whitney Houston                        | [ 22 ]      |
| 7 Maggio              | "Wishing Well"                          | Terence Trent D'Arby                   | [ 23 ]      |
| 14 Maggio             | "Anything for You"                      | Gloria Estefan and Miami Sound Machine | [ 24 ]      |
| 21 Maggio             | "Anything for You"                      | Gloria Estefan and Miami Sound Machine | [ 25 ]      |
| 28 Maggio             | "One More Try"                          | George Michael                         | [ 26 ]      |
| 4 Giugno              | "One More Try"                          | George Michael                         | [ 27 ]      |
| 11 Giugno             | "One More Try"                          | George Michael                         | [ 28 ]      |
| 18 Giugno             | "Together Forever"                      | Rick Astley                            | [ 29 ]      |
| 25 Giugno             | "Foolish Beat"                          | Debbie Gibson                          | [ 30 ]      |
| 2 Luglio              | "Dirty Diana"                           | Michael Jackson                        | [ 31 ]      |
| 9 Luglio              | "The Flame"                             | Cheap Trick                            | [ 32 ]      |
| 16 Luglio             | "The Flame"                             | Cheap Trick                            | [ 33 ]      |
| 23 Luglio             | "Hold On to the Nights"                 | Richard Marx                           | [ 34 ]      |
| 30 Luglio             | "Roll with It"                          | Steve Winwood                          | [ 35 ]      |
| 6 Agosto              | "Roll with It"                          | Steve Winwood                          | [ 36 ]      |
| 13 Agosto             | "Roll with It"                          | Steve Winwood                          | [ 37 ]      |
| 20 Agosto             | "Roll with It"                          | Steve Winwood                          | [ 38 ]      |
| 27 Agosto             | "Monkey"                                | George Michael                         | [ 39 ]      |
| 3 Settembre           | "Monkey"                                | George Michael                         | [ 40 ]      |
| 10 Settembre          | "Sweet Child o' Mine"                   | Guns N' Roses                          | [ 41 ]      |
| 17 Settembre          | "Sweet Child o' Mine"                   | Guns N' Roses                          | [ 42 ]      |
| 24 Settembre          | "Don't Worry, Be Happy"                 | Bobby McFerrin                         | [ 43 ]      |
| 1 Ottobre             | "Don't Worry, Be Happy"                 | Bobby McFerrin                         | [ 44 ]      |
| 8 Ottobre             | "Love Bites"                            | Def Leppard                            | [ 45 ]      |
| 15 Ottobre            | "Red Red Wine"                          | UB40                                   | [ 46 ]      |
| 22 Ottobre            | "A Groovy Kind of Love"                 | Phil Collins                           | [ 47 ]      |
| 29 Ottobre            | "A Groovy Kind of Love"                 | Phil Collins                           | [ 48 ]      |
| 5 Novembre            | "Kokomo"                                | The Beach Boys                         | [ 49 ]      |
| 12 Novembre           | "Wild, Wild West"                       | The Escape Club                        | [ 50 ]      |
| 19 Novembre           | "Bad Medicine"                          | Bon Jovi                               | [ 51 ]      |
| 26 Novembre           | "Bad Medicine"                          | Bon Jovi                               | [ 52 ]      |
| 3 Dicembre            | "Baby, I Love Your Way/Freebird Medley" | Will to Power                          | [ 53 ]      |
| 20 Dicembre           | "Look Away"                             | Chicago                                | [ 54 ]      |
| 17 Dicembre           | "Look Away"                             | Chicago                                | [ 55 ]      |
| 24 Dicembre           | "Every Rose Has Its Thorn"              | Poison                                 | [ 56 ]      |
| 31 Dicembre           | "Every Rose Has Its Thorn"              | Poison                                 | [ 57 ]      |